# Convolvulus rottlerianus
Convolvulus rottlerianus är en vindeväxtart som beskrevs av Jacques Denys Denis Choisy. Convolvulus rottlerianus ingår i släktet vindor, och familjen vindeväxter. Inga underarter finns listade i Catalogue of Life.